# Wilhelm Schmitz
Pour les articles homonymes, voir Schmitz.
Wilhelm Peter Schmitz (Lüttelforst, le 20 janvier 1864 - 4 juin 1944) est un architecte allemand de l'époque wilhelmienne. Il travailla sur de nombreux projets civils ou religieux, en Moselle et en Rhénanie.

## Biographie
Wilhelm Peter Schmitz naît à Lüttelforst, en province de Rhénanie, le 20 janvier 1864. Il fait ses études entre 1877 et 1887 avec les architectes Huerth, Julius Busch et Heinrich  Wiethase. Il assiste en 1890 Georg Frentzen, sur le projet de la gare de Cologne. Dans le diocèse de Metz, Schmitz collabore aussi avec Paul Tornow sur le projet de restauration de la cathédrale de Metz. En 1898, il prend la succession de Reinhold Wirtz à Trèves. Schmitz devient l’architecte de la cathédrale de Trèves et de la cathédrale de Metz en 1906. Il collabore avec Jules Wirtz (1875-1952) sur de nombreux projets civils ou religieux, en Moselle et en Rhénanie. Son principal projet, entre 1898 et 1911, reste la restauration de la cathédrale de Trèves. Schmitz prend en 1909 la succession de Wolfram et Tornow en Moselle, en tant que conservateur des monuments historiques de Lorraine. Il restera architecte de la cathédrale de Metz jusqu’en 1919, date de son expulsion. Il s'installe ensuite à Cologne, où il travaille dans un bureau d’architecte, chargé des reconstructions à la suite des dommages de guerre de 1914-1918. 
Wilhelm Peter Schmitz décéda le 4 juin 1944.

## Ses publications
- Wilhelm Peter Schmitz: Die Kirchlichen Barockbauten in Metz. Düsseldorf, 1915.
- Wilhelm Peter Schmitz: Der mittelalterliche Profanbau in Lothringen. Zusammenstellung der noch vorhandenen Bauwerke aus der Zeit vom XII. bis zum XVI. Jahrhundert, Baumgärtner, Leipzig, 1898.